# وست هندرد
وست هندرد (به انگلیسی: West Hendred) یک روستا و محله مدنی در بریتانیا است که در ویل آو وایت هرس واقع شده‌است. وست هندرد ۳۸۵ نفر جمعیت دارد.